# Niké de Mègara
La Niké de Mègara (en grec: Νίκη των Μεγάρων) és una gran escultura grega antiga de marbre de finals del segle iv o primeria del III abans de la nostra era. L'estàtua hel·lenística representa Niké, la dea grega alada de la victòria; no se'n conserven pas ni els braços, ni les ales ni el cap. La van descobrir en el segle xix a prop de Mègara, propera a Atenes, Grècia. És al Museu Arqueològic Nacional d'Atenes, però no es mostra pas al públic.

## Datació de l'escultura
Basant-se en comparacions estilístiques, l'obra pot datar-se de l'any 300 abans de la nostra era, del període hel·lenístic. Per les circumstàncies de l'excavació, hi ha poques interpretacions documentades sobre els orígens de la Niké. La grandària indica que fou realitzada com a dedicació pública en un santuari. S'ha suggerit que l'estàtua va servir com a monument d'ofrena d'una victòria militar que degué tenir lloc a la zona, no massa diferent d'altres dues Niké més famoses, la Victòria de Samotràcia i la Victòria de Peoni d'Olímpia.

## Descobriment
La Niké de Mègara la va trobar al començament de la Guerra d'Independència grega, al 1821, a l'acròpoli de Mègara, ciutat situada a l'oest d'Atenes, un corinti anomenat Theochares Rentis. Al seu costat hi havia altres dues figures femenines colossals. Al juny del 1827, la vídua de Rentis vengué les tres estàtues a Carl Wilhelm von Heideck, agent del rei Lluís I de Baviera, just un mes després de la Disposició de la Tercera Assemblea Nacional de Trecén que prohibia la venda i exportació d'antiguitats gregues. Així doncs, Heideck no va poder pas exportar les tres escultures.
Una d'elles fou venuda per uns grecs al mes següent a un capità estatunidenc, que la donà a l'Acadèmia de Belles Arts de Filadèlfia, on va ser destruïda el 1937. La segona escultura fou traslladada al Museu Arqueològic d' Egina. Se l'ha identificada amb una estàtua colossal femenina del museu (núm. d'inv. 2253), tot i que aquesta identificació ha estat posada en dubte (però no descartada).
Això significa que només la Niké va romandre a Mègara, fins que al 1840 la traslladaren al Museu Públic Central per a les Antiguitats, doncs era des del 1835 a l'Hefestió de Pel·la, en l'àgora d'Atenes, incorrectament identificat aleshores com el Temple d'Hefest. L'obra va ser traslladada encara a un nou emplaçament, al Museu Arqueològic Nacional, el 1889.
Mai ha estat mostrada al públic. El 2018, després de més de cent anys emmagatzemada, l'Ajuntament de Mègara demanà al NAMA la devolució de la Niké per a exposar-la al Museu Arqueològic de Mègara; el museu ho va rebutjar i afirmava que la seua intenció era exposar la Niké a la sala central del Museu Arqueològic Nacional per al bicentenari de la Independència grega el 2021; tanmateix, això mai va ocórrer, i la Niké de Mègara roman al dipòsit. En el seu lloc, el Museu de Mègara exposa una còpia d'un gravat del 1847.

## Descripció
Fins i tot sense el cap ni les ales, l'alçada de l'escultura supera els 2,5 m, la qual cosa la fa de grandària més que natural. És de marbre blanc.
La colossal escultura, de la qual manquen el cap, els braços i les ales, realitzats per separat, representa la dea movent les cames, amb el peu dret aixafant el sòcol mentre n'avança l'esquerre, intentant així fer una sensació de vol, mentre la part superior del cos es retorça en sentit contrari. Vesteix un quitó, del qual només es veuen les mànigues, i un pèplum amb un llarg apoptigma, o sobrefaldilla, cenyit a la cintura, que li accentua el contorn del cos. La peça que porta augmenta la impressió que vola, ja que s'adhereix a les cames i oneja al vent a banda i banda. Això també s'aconsegueix amb el moviment lateral dels plecs de l'apoptigma.
El 1840, l'estàtua s'instal·là damunt un pedestal cilíndric, tal com es mostra en un gravat acolorit d'Andrea Gasparini del 1842. S'ha dit d'aquesta Niké de Mègara que, tot i que hauria sigut encara més magnífica amb el cap i les ales, no manca de la monumentalitat de les estàtues Niké més famoses de les antiguitats clàssiques i hel·lenístiques.